# 해안직박구리

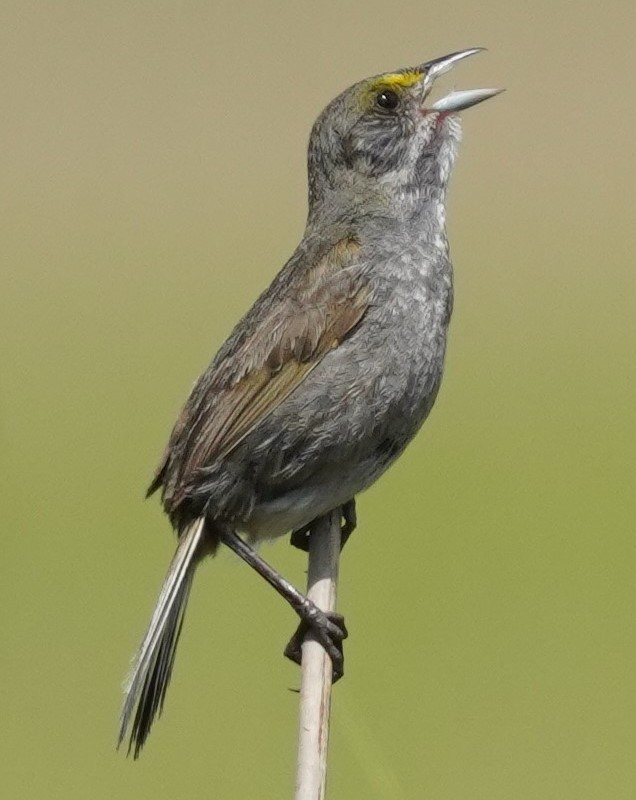

해안직박구리 또는 해안참새(학명: Ammospiza maritima)는 멧새과 A. maritima (American sparrow) 종에 속하는 새이다.

## 설명
성체의 윗부분은 갈색을 띠고 정수리와 목덜미는 회색이며 가슴은 칙칙한 황갈색이며 어두운 줄무늬가 있다. 이 새들은 회색 뺨, 하얀 목, 짧고 뾰족한 꼬리를 가진 어두운 얼굴을 가지고 있다. 이 새는 눈 바로 위에 작은 노란색 줄무늬가 나타난다. 일반적인 해변 참새의 수명은 최대 8~9년이다. 해안참새에 대한 가장 오래된 기록은 사우스 캐롤라이나에서 밴딩 작업을 하는 동안 다시 붙잡혀 다시 풀려났을 때 최소 10년 이상 생존했던 수컷 개체였다.
이들의 번식 서식지는 뉴햄프셔 남부에서 텍사스 남부까지 미국 대서양과 걸프 연안의 염습지이다. 둥지는 일반적으로 염습지의 조수 갈대와 스파르티나 풀 위에 지어진 열린 컵이다. 암컷은 2~5개의 알을 낳는다. 북부 새는 미국 동부 해안을 따라 더 남쪽으로 이동하는 경우가 가장 많다. 땅이나 습지 초목에서 먹이를 찾고 때로는 진흙 속에서도 탐색한다. 주로 곤충, 해양 무척추동물, 씨앗을 먹는다. 먹이를 먹는 지역은 종종 둥지를 짓기로 선택한 지역에서 어느 정도 떨어져 있다. 멀리 있는 붉은 날개 달린 검은새와 매우 흡사한 거친 윙윙거리는 소리를 낸다.

## 아종
- Ammospiza maritima fisheri (Chapman, 1899)
- Ammospiza maritima macgillivraii (Audubon, 1834)
- Ammospiza maritima maritima (A. Wilson, 1811) – Nominate subspecies
- Ammospiza maritima mirabilis (A. H. Howell, 1919) - Cape Sable seaside sparrow
- Ammospiza maritima nigrescens (Ridgway, 1874) - Dusky seaside sparrow †
- Ammospiza maritima pelonota (Oberholser, 1931)
- Ammospiza maritima peninsulae (J. A. Allen, 1888) - Scott's seaside sparrow
- Ammospiza maritima sennetti (J. A. Allen, 1888)